# 降眉肌
降眉肌（Depressor supercilii muscle）是人體其中一塊肌肉。其性質至今仍有爭論。它只被列在只有少數的解剖學書籍裏，而許多具有權威的人視之為眼輪匝肌的一部分。
除此之外，許多皮膚科醫生、眼科醫生和整容醫生都認爲降眉肌是一塊單一的肌肉，並且對眉毛和眉間的肌肉的動作有著絕對、獨立的影響。

## 起源和插入
在降眉肌的附近有塊淚骨。它起源於中間的眼窩邊緣，並插入到眼窩的中間，低於皺眉肌。有些樣本顯示出有兩個頭或者是一些其他的只有兩個。

## 外部連結
- 解剖學(Anatomy)-肌肉(muscle)-Muscles of Facial Expression(顏面表情肌) （页面存档备份，存于）
- Illustration （页面存档备份，存于） in Facial Action Coding System
- ent/134 於 eMedicine - "Botox Injections for Hyperfunctional Facial Lines"
- eMedicine Dictionary上的Depressor+supercilii